# او مرا دیوانه می‌کند
«او مرا دیوانه می‌کند» (انگلیسی: She Drives Me Crazy) ترانه‌ای از گروه انگلیسی فاین یانگ کنیبالز است که در سال ۱۹۸۸ توسط لندن رکوردز منتشر شد. این اولین تک‌آهنگ از دومین و آخرین آلبوم گروه به نام خام و پخته (۱۹۸۹) است. این ترانه توسط رولند گیفت، خواننده گروه، به همراه دیوید استیل نوشته شده و تولید آن توسط فاین یانگ کنیبالز و دیوید زی انجام شده است.
«او مرا دیوانه می‌کند» در رتبه پنج جدول تک‌آهنگ‌های بریتانیا قرار گرفت و تبدیل به پرفروش‌ترین تک‌آهنگ گروه در کشور خود شد. این آهنگ در ایالات متحده موفقیت بیشتری کسب کرد و برای یک هفته در صدر بیلبورد هات ۱۰۰ قرار گرفت و به اولین تک‌آهنگ شماره یک گروه در این جدول تبدیل شد. همچنین این آهنگ در چندین کشور دیگر از جمله استرالیا، اتریش، کانادا، نیوزیلند و اسپانیا به رتبه اول رسید. برای این آهنگ دو ویدیو موزیک مختلف ساخته شد که توسط فیلیپ دکوفل و پدرو رومانی کارگردانی شدند.
در سال ۲۰۱۸، مجله تایم اوت در فهرست «۵۰ آهنگ برتر دهه ۸۰»، آهنگ «او مرا دیوانه می‌کند» را در رتبه ۲۸ قرار داد. در سال ۲۰۲۳، بیلبورد این ترانه را در رتبه ۷۷ فهرست «۵۰۰ آهنگ پاپ برتر تمام دوران‌ها» قرار داد. خواننده آمریکایی دالی پارتن یک نسخه بازسازی‌شده کانتری از این ترانه را در آلبوم سال ۲۰۰۸ خود گنجاند. همچنین ترانه «کاش می‌ماندی» (۲۰۱۴) از تیلور سوئیفت حاوی سمپل از این ترانه است.